# Dimităr Ganev
Dimităr Ganev Vărbanov (în bulgară Димитър Ганев Върбанов; n. 28 octombrie 1898, Gradeț, Kotel, Sliven, Bulgaria – d. 20 aprilie 1964, Sofia, Republica Populară Bulgaria) a fost un politician comunist român și bulgar, fost președinte al Prezidului Adunării Naționale a R.P. Bulgare. 

## Biografie
Ganev s-a născut în Gradeț, Sliven, pe 9 noiembrie 1898. S-a înscris în Partidul Comunist Bulgar în 1921. În 1923 a participat la Revolta din Septembrie, motiv pentru care și-a pierdut locul de muncă. 
În 1929 a fost trimis în Cadrilaterul românesc și a devenit secretarul Dobrujanska revoluționna organizația, respectiv membru al Partidului Comunist din România. În 1934 a fost ales în Comitetul Central al Partidului Comunist din România, dar a fost arestat de autoritățile române în 1935 și condamnat la 10 ani de închisoare. A fost eliberat după tratatul de la Craiova din 1940, întorcându-se în Bulgaria. 
Dupa ce comuniștii au preluat puterea în Bulgaria, a deținut mai multe funcții importante în stat, cum ar fi ambasador al Bulgariei în România (1947–1948), ministru al comerțului exterior în guvernele lui Gheorghi Dimitrov, Vasil Kolarov și Vălko Cervenkov (1948–1952), ambasador în Cehoslovacia (1952–1954). La 1 septembrie 1958 a fost ales președinte al Prezidului Adunării Naționale a R.P. Bulgare, care era cea mai înaltă funcție în stat. A deținut această funcție până la decesul său din 20 aprilie 1964.